# 劉朝聘
劉朝聘（16世紀—1611年），字三予，號應莘，江西南康府安義縣安義里人，明朝政治人物。

## 生平
劉朝聘是萬曆二十八年（1600年）舉人，三十二年（1604年）成進士，獲授行人，轉任工部營繕司主事，當時他奉命封藩，同時並建三殿，他負責木廠事務；有宦官浪費金錢，他發覺後責備對方：「朝廷用費繁多，度支不足，怎可容許你侵吞？」因此照實上奏，但疏入未下就遭閹黨誣陷，他在積勞下夙疾大作而去世。同榜進士楊守勤、孫承宗、李邦華等人為他殮葬，發現他的篋箱只有十餘兩金，都嘆息哭泣，寫下祭文哭奠而去；出都門時，同籍的京官都穿著白衣、戴白絹相送，後來入祀鄉賢祠。
曾祖劉鉷。祖父劉玉金。父劉獻用。嫡母龔氏，生母朱氏。永感下。弟朝恩、朝儀、朝選。娶鍾氏。

## 引用
1. ↑  《万历三十二年甲辰科进士履历便览》：刘朝聘，應萃，甲戌八月初四日，庚子科，都察院政，乙巳授行人，升南工部主事，辛亥卒。
2. 1 2  同治《安義縣志·卷九·人物志》：劉朝聘，字應莘，安義里人，由萬厯甲辰進士初授行人，尋遷工部營繕司主事，時奉勅封藩，三殿並建，朝聘司大木廠；有閹人縻費金錢，朝聘察覺責之曰：「朝廷用費浩繁方虞，度支不給，豈容爾曹侵漁耶？」遂具奏以聞，疏入未下，閹黨啣之，造謗誣朝聘，朝聘積勞任怨，夙疾大作，遂以英年下世。同譜楊守勤、孫承宗、李邦華等入視葛幃，敝籝啟其篋僅十餘金，皆太息泣下，醵金成殮，為祭文哭奠而去；喪出都門，同籍官京師者皆白衣冠、揭楮素以送，後崇祀鄉賢。 府志、陳志、張志稿
3. ↑  同治《安義縣志·卷七·選舉志》：萬厯二十八年庚子科（舉人） 劉朝聘 進士，省志、府志會榜俱載，鄉榜俱缺